# Liste der Kreisstraßen im Kreis Höxter
Die Liste der Kreisstraßen im Kreis Höxter ist eine Auflistung der Kreisstraßen im Kreis Höxter, Nordrhein-Westfalen.

## Abkürzungen
- K: Kreisstraße
- L: Landesstraße

## Liste
Die Kreisstraßen behalten die ihnen zugewiesene Nummer innerhalb von Nordrhein-Westfalen auch bei einem Wechsel in einen anderen Kreis oder in eine kreisfreie Stadt. Nicht vorhandene bzw. nicht nachgewiesene Kreisstraßen werden in Kursivdruck gekennzeichnet, ebenso Straßen und Straßenabschnitte, die unabhängig vom Grund (Herabstufung zu einer Gemeindestraße oder Höherstufung) keine Kreisstraßen mehr sind.
Der Straßenverlauf wird in der Regel von Nord nach Süd und von West nach Ost angegeben.
| Nr.  | Lage  | Verlauf |
| ---- | ----- | --- |
| K 1  | Karte | K 9 in Alhausen – L 952 – Pömbsen – Erwitzen – K 5 – (Ostwestfalenstraße) |
| K 2  | Karte | (Ostwestfalenstraße) – Albrock – K 18 |
| K 3  | Karte | L 954 in Erpentrup – Grevenhagen – Himmighausen-Bahnhof – L 954 – Himmighausen – L 951 – Oeynhausen – L 755 |
| K 4  | Karte | K 10 in Hagedorn – Rolfzen – K 6 – Eversen – L 755 in Nieheim |
| K 5  | Karte | K 1 – Holzhausen – L 755 in Bredenborn |
| K 6  | Karte | – Eversen – K 4 – K 71 |
| K 7  | Karte | K 76 in Ottenhausen – Steinheim – K 73 – L 827 |
| K 8  | Karte | L 954 in Sandebeck – L 616 in Bergheim |
| K 9  | Karte | L 952 – Bad Hermannsborn – Reelsen – L 954 – Alhausen – K 1 – K 18 |
| K 10 | Karte | L 827 in Steinheim – – K 4 – Hagedorn – K 71 |
| K 11 | Karte | K 14 in Nörde – K 38 – Menne – (Ostwestfalenstraße) – – Warburg – L 552 – Calenberg – K 24 – Landesgrenze – (K 84 im Landkreis Kassel, Hessen)                                                                            |
| K 12 | Karte | (K 3 im Landkreis Waldeck-Frankenberg, Hessen) – Landesgrenze – L 552 in Welda |
| K 13 | Karte | (K 13 im Kreis Paderborn) – Kreisgrenze – L 828 – Neuenheerse – L 954 – K 52 – Altenheerse – K 19 – L 763 |
| K 14 | Karte | L 837 in Löwen – K 21 – K 32 – Engar – K 15 – Nörde – K 11 – Ossendorf – K 38 – – Landesgrenze – (K 2 im Landkreis Waldeck-Frankenberg, Hessen)                                                                           |
| K 15 | Karte | L 837 in Ikenhausen – Engar – K 14 – Hohenwepel – K 38 – – K 22 – Dössel – L 552 – K 16 in Daseburg |
| K 16 | Karte | – K 21 – Lütgeneder – K 29 – K 15 – Daseburg – L 838 – Landesgrenze – (K 63 im Landkreis Kassel, Hessen) |
| K 17 | Karte | L 828 – in Rimbeck |
| K 18 | Karte | (K 18 im Kreis Paderborn) – Kreisgrenze – Bad Driburg – L 954 – K 9 – K 2 – L 863 – (Ostwestfalenstraße) – Brakel – K 57 – K 50 – K 39 – L 890 – Bosseborn – L 755 – Lütmarsen – Brenkhausen                              |
| K 19 | Karte | – Herste – K 50 – – Schmechten – K 20 – Dringenberg – L 820 – Altenheerse – K 13 – Willebadessen – L 763 – Helmern – K 20 – L 763                                                                                         |
| K 20 | Karte | K 19 in Schmechten – Gehrden – L 953 – Fölsen – L 763 – L 820 – K 19 in Helmern |
| K 21 | Karte | L 837 in Ikenhausen – K 14 – Deppenhöfen – K 32 – (Ostwestfalenstraße) – Großeneder – K 22 – K 33 – – Lütgeneder – K 16 – Dinkelburg – K 30 – L 838 – Körbecke – K 28 – Landesgrenze – (K 66 im Landkreis Kassel, Hessen) |
| K 22 | Karte | L 763 in Eissen – Großeneder – K 21 – – K 15 in Dössel |
| K 24 | Karte | K 11 in Calenberg – Herlinghausen – Landesgrenze – (K 62 im Landkreis Kassel, Hessen) |
| K 25 | Karte | (K 1 im Landkreis Waldeck-Frankenberg, Hessen) – Landesgrenze – Germete – (Ostwestfalenstraße) |
| K 26 | Karte | (K 9 im Kreis Paderborn) – Kreisgrenze am südlichen Straßenrand – Kreisgrenze – L 763 |
| K 27 | Karte | L 552 in Warburg – Dalheim |
| K 28 | Karte | K 21 in Körbecke – K 29 – Landesgrenze – (K 64 im Landkreis Kassel, Hessen) |
| K 29 | Karte | K 16 – L 838 – Rösebeck – K 28 |
| K 30 | Karte | in Heisermühle – L 838 – Manrode – L 763 – Muddenhagen – K 34 – L 838 – Borgentreich – – K 21 – L 838 in Rösebeck |
| K 31 |       | L 763 in Würgassen – Landesgrenze – (K 77 im Landkreis Kassel, Hessen) |
| K 32 | Karte | K 21 in Deppenhöfen – K 14 in Engar |
| K 33 | Karte | L 763 in Eissen – Ortwiese – K 21 |
| K 34 | Karte | L 763 in Bühne – Höppermühle – K 30 |
| K 35 | Karte | L 837 in Borgholz – L 837 |
| K 36 | Karte | L 953 – Drankhausen – L 837 |
| K 37 | Karte | L 837 in Schweckhausen – Schönthal – L 953 in Borgentreich |
| K 38 | Karte | in Ossendorf – K 11 – Menne – |
| K 39 | Karte | L 825 in Bellersen – Bökendorf – Hainhausen – K 57 – K 18 – Hembsen – K 50 – Beller – Erkeln – L 863 – K 40 – (Ostwestfalenstraße) – Rheder – K 50 in Riesel                                                              |
| K 40 | Karte | K 39 in Rheder – K 43 – Hampenhausen – K 41 – Auenhausen – K 51 – Natingen – K 55 – L 837 |
| K 41 | Karte | L 820 – Niesen – K 53 – L 953 – Frohnhausen – K 54 – K 40 in Auenhausen |
| K 42 | Karte | L 820 – L 953 |
| K 43 | Karte | L 953 in Gehrden – (Ostwestfalenstraße) – L 953 – K 54 – K 40 in Hampenhausen |
| K 44 | Karte | L 837 in Tietelsen – Bustollen – Dalhausen – Jakobsberg – L 838 – Haarbrück – Landesgrenze – (K 71 im Landkreis Kassel, Hessen)                                                                                           |
| K 45 | Karte | K 46 – in Höxter |
| K 46 | Karte | – K 45 – Lüchtringen – Landesgrenze – (K 51 im Landkreis Holzminden, Niedersachsen) |
| K 48 | Karte | L 837 in Drenke – in Beverungen |
| K 49 | Karte | in Herstelle – Landesgrenze – (L 73 in Hessen) |
| K 50 | Karte | L 820 in Siebenstern – K 19 – Herste – Istrup – K 39 – Riesel – (Ostwestfalenstraße) – Brakel – K 18 – L 863 – Hembsen – K 39 –                                                                                           |
| K 51 | Karte | L 863 in Erkeln – Auf dem Röhn – K 40 in Auenhausen |
| K 52 | Karte | L 953 in Dringenberg – Kühlsen – K 13 |
| K 53 | Karte | L 820 – Niesen – K 41 – (Ostwestfalenstraße) |
| K 54 | Karte | K 43 in Hampenhausen – K 41 in Frohnhausen |
| K 55 | Karte | K 40 – L 837 – Borgholz – L 837 in Natzungen |
| K 56 | Karte | L 837 in Amelunxen – (– Abzweig nach Wehrden) – – Blankenau – |
| K 57 | Karte | L 863 in Brakel – Helle – K 39 |
| K 59 | Karte | L 946 in Fürstenau – – K 67 – Hohehaus – K 64 – Vörden – L 755 – L 825 – K 60 in Altenbergen |
| K 60 | Karte | L 825 – K 61 – K 59 – Altenbergen – K 61 – L 755 in Ovenhausen |
| K 61 | Karte | K 60 – Hellersen – K 60 |
| K 62 | Karte | L 755 in Eilversen – Bremerberg – K 67 – |
| K 64 | Karte | K 70 in Kollerbeck – Papenhöfen – K 67 – – Großenbreden – K 59 in Vörden |
| K 65 | Karte | K 64 in Kollerbeck – Oldenburg – in Marienmünster |
| K 67 | Karte | K 64 – Löwendorf – L 946 – Hohehaus – K 59 – K 62 in Bremerberg |
| K 70 | Karte | (K 70 im Kreis Lippe) – Kreisgrenze – Kollerbeck – K 64 – Langenkamp – Kreisgrenze – (K 70 im Kreis Lippe) |
| K 71 | Karte | (K 71 im Kreis Lippe) – Kreisgrenze – K 10 – Kariensiek – – Sommersell – L 886 – K 6 – Entrup – L 755 |
| K 73 | Karte | (K 73 im Kreis Lippe) – Kreisgrenze – L 823 – K 7 in Steinheim |
| K 75 | Karte | (K 75 im Kreis Lippe) – Kreisgrenze – L 823 in Steinheim |
| K 76 | Karte | (K 76 im Kreis Lippe) – Kreisgrenze – Ottenhausen – K 7 – L 827 in Vinsebeck |

## Quelle
- Landesvermessungsamt Nordrhein-Westfalen, Kreiskarte Nr. 23: Kreis Höxter

Koordinaten: 51° 46′ 41,3″ N, 9° 23′ 16,3″ O